# Cristóbal Acxotecatl
Cristóbal Acxotecatl (? - 1527) é um santo mexicano. Ele conhecido por ser uma das crianças mártires de Tlaxcala.
Foi um dos primeiros mártires do cristianismo nas Américas. Foi condenado à morte pelo seu próprio pai, o cacique Acxotecatl de Atlihuetzia (Vice-Reino da Nova Espanha), por espalhar a fé cristã entre os seus súditos. Sua mãe, que tentou protegê-lo, também foi assassinada.
Cristóbal foi martirizado pelo fogo e seu corpo incorrupto foi transferido um ano após a sua morte para a catedral de Tlaxcala.